# Liste der Baudenkmäler in Roßbach (Niederbayern)
Auf dieser Seite sind die Baudenkmäler in der niederbayerischen Gemeinde Roßbach zusammengestellt. Diese Tabelle ist eine Teilliste der Liste der Baudenkmäler in Bayern. Grundlage ist die Bayerische Denkmalliste, die auf Basis des Bayerischen Denkmalschutzgesetzes vom 1. Oktober 1973 erstmals erstellt wurde und seither durch das Bayerische Landesamt für Denkmalpflege geführt wird. Die folgenden Angaben ersetzen nicht die rechtsverbindliche Auskunft der Denkmalschutzbehörde.

## Baudenkmäler nach Ortsteilen

### Roßbach
| Lage                          | Objekt                                     | Beschreibung | Akten-Nr.    | Bild            |
| ----------------------------- | ------------------------------------------ | --- | ------------ | --------------- |
| Kirchplatzstraße 1 (Standort) | Katholische Pfarrkirche Mariä Verkündigung | Barocke Saalkirche, um 1700, erneuert 1863 und 1895; mit Ausstattung; Friedhofsmauer mit Arkaden, zweite Hälfte 19. Jahrhundert.                      | D-2-77-142-1 | weitere Bilder  |
| Müllerstraße 6, 8 (Standort)  | Ehemalige Mühle                            | Zweigeschossiger Blockbau mit Halbwalmdach, Ende 18. Jahrhundert, rechteckig angesetzter massiver, zweigeschossiger Flügel mit Halbwalmdach, um 1925. | D-2-77-142-4 | Ehemalige Mühle |

### Dellendorf
| Lage                    | Objekt          | Beschreibung                                                                                        | Akten-Nr.    | Bild |
| ----------------------- | --------------- | --------------------------------------------------------------------------------------------------- | ------------ | ---- |
| Dellendorf 5 (Standort) | Kleinbauernhaus | Zweigeschossiger und offener Blockbau mit Satteldach und Traufschrot, erste Hälfte 19. Jahrhundert. | D-2-77-142-7 | BW   |

### Ed
| Lage              | Objekt                                     | Beschreibung | Akten-Nr.    | Bild |
| ----------------- | ------------------------------------------ | --- | ------------ | ---- |
| Ed 4 a (Standort) | Rottaler Wohnstallhaus eines Vierseithofes | Zweigeschossiger Blockbau mit zwei Balusterschroten, Erdgeschoss zum Teil ausgemauert, Ende 18./Anfang 19. Jahrhundert. | D-2-77-142-9 | BW   |

### Ehrnstorf
| Lage                    | Objekt                                               | Beschreibung | Akten-Nr.     | Bild |
| ----------------------- | ---------------------------------------------------- | --- | ------------- | ---- |
| Ehrnstorf 6 (Standort)  | Zugehöriger Wirtschaftsbau mit Blockbau-Obergeschoss | Ende 18. Jahrhundert. | D-2-77-142-10 | BW   |
| Ehrnstorf 7 (Standort)  | Ortskapelle                                          | Blockbau mit Dachreiter, verschindelt, wohl von 1824.                                                                      | D-2-77-142-11 | BW   |
| Ehrnstorf 14 (Standort) | Zugehöriger Stadel mit steilem Satteldach            | Zweitennig, mit kurzen Andreaskreuzen und steilen Kopfbändern, hofseitig offener Blockbau, im Kern Anfang 18. Jahrhundert. | D-2-77-142-69 | BW   |

### Gmain
| Lage               | Objekt                         | Beschreibung                                                                                           | Akten-Nr.     | Bild |
| ------------------ | ------------------------------ | --- | ------------- | ---- |
| Gmain 1 (Standort) | Bauernhaus eines Vierseithofes | Mit Blockbau-Obergeschoss und Doppelschrot, im Kern erstes Drittel 19. Jahrhundert, Satteldach später. | D-2-77-142-13 | BW   |

### Gschaid
| Lage                 | Objekt             | Beschreibung                                                                     | Akten-Nr.     | Bild |
| -------------------- | ------------------ | -------------------------------------------------------------------------------- | ------------- | ---- |
| Gschaid 1 (Standort) | Ehemalige Schmiede | Kleiner Blockbau, zum Teil massiv, mit Walmdach, erstes Drittel 19. Jahrhundert. | D-2-77-142-14 | BW   |

### Haselbach
| Lage                   | Objekt              | Beschreibung | Akten-Nr.     | Bild |
| ---------------------- | ------------------- | --- | ------------- | ---- |
| Haselbach 8 (Standort) | Rottaler Bauernhaus | Zweigeschossiger und offener Blockbau mit gemauertem Stallteil und zwei Schroten, Ende 18. Jahrhundert; zugehörig kleiner freistehender Traidkasten, Blockbau mit Flachsatteldach, Ende 18. Jahrhundert und ein weiterer erdgeschossiger Traidkasten im Stadel eingebaut, Ende 17. Jahrhundert. | D-2-77-142-18 | BW   |

### Hub
| Lage             | Objekt                            | Beschreibung                                          | Akten-Nr.     | Bild |
| ---------------- | --------------------------------- | ----------------------------------------------------- | ------------- | ---- |
| Hub 1 (Standort) | Querstockhaus eines Vierseithofes | Mit Blockbau-Obergeschoss und Traufschrot, wohl 1860. | D-2-77-142-20 | BW   |

### Keföd
| Lage               | Objekt        | Beschreibung                                                                                          | Akten-Nr.     | Bild |
| ------------------ | ------------- | --- | ------------- | ---- |
| Keföd 1 (Standort) | Wohnstallhaus | Zweigeschossiger, zum Teil verschalter Blockbau mit Traufschrot, Anfang 18. Jahrhundert, Dach später. | D-2-77-142-21 | BW   |

### Luderbach
| Lage                   | Objekt                                        | Beschreibung | Akten-Nr.     | Bild |
| ---------------------- | --------------------------------------------- | --- | ------------- | ---- |
| Luderbach 1 (Standort) | Wohnstallhaus eines stattlichen Vierseithofes | Traufständig mit Blockbau-Obergeschoss über stuckverziertem Erdgeschoss und durchgehendem Traufschrot, angeblich erst 1873 erbaut; Stallflügel mit Blockbau-Obergeschoss (Traidkasten), Durchfahrt und hölzernem Rundbogentor; Remisenflügel mit Blockbau-Obergeschoss (Heuboden). | D-2-77-142-22 | BW   |

### Mainberg
| Lage                  | Objekt                            | Beschreibung | Akten-Nr.     | Bild |
| --------------------- | --------------------------------- | --- | ------------- | ---- |
| Mainberg 1 (Standort) | Wohnstallhaus eines Vierseithofes | Zweigeschossiger Massivbau mit Blockbau-Giebel und zwei Giebelschroten, Ende 18. Jahrhundert.                        | D-2-77-142-23 | BW   |
| Mainberg 8 (Standort) | Kleiner Mittertennbau             | Zweigeschossiger Wohnteil in offenem Blockbau mit Bretterschrot, im Kern zweite Hälfte 18. Jahrhundert, Dach später. | D-2-77-142-24 | BW   |

### Mais
| Lage              | Objekt                            | Beschreibung | Akten-Nr.     | Bild |
| ----------------- | --------------------------------- | --- | ------------- | ---- |
| Mais 2 (Standort) | Wohnstallhaus eines Dreiseithofes | Zweigeschossig, mit Wohnteil als verbrettertem Blockbau mit Traufschrot, Stallteil gemauert, im Kern Ende 18. Jahrhundert, Dach später. | D-2-77-142-25 | BW   |

### Moserholz
| Lage                    | Objekt                            | Beschreibung | Akten-Nr.     | Bild |
| ----------------------- | --------------------------------- | --- | ------------- | ---- |
| Moserholz 2 (Standort)  | Wohnstallhaus eines Vierseithofes | Zweigeschossiger Bau mit offenem Blockbau-Obergeschoss und verbrettertem Doppelschrot, flach geneigtes Satteldach, gegen 1800; am Ostgiebel großes Kruzifix, bäuerlich barock.                                           | D-2-77-142-28 | BW   |
| Moserholz 11 (Standort) | Wegkapelle                        | Satteldachbau mit verschindeltem Dachreiter, zweites Viertel 19. Jahrhundert; mit Ausstattung. | D-2-77-142-30 | BW   |
| Moserholz 13 (Standort) | Bauernhaus eines Vierseithofes    | Zweigeschossig, mit teilverschindeltem Blockbau-Obergeschoss, hofseitigem Doppelschrot und Flachsatteldach, zweite Hälfte 18. Jahrhundert; zugehörig Blockbaustadel und geständerter Blockbau-Traidkasten, gleichzeitig. | D-2-77-142-29 | BW   |

### Münchsdorf
| Lage                                       | Objekt                         | Beschreibung | Akten-Nr.     | Bild                 |
| ------------------------------------------ | ------------------------------ | --- | ------------- | -------------------- |
| Kirchengasse 1 (Standort)                  | Katholische Kirche St. Michael | Saalkirche mit neuromanischem Langhaus, 1877/78; fünfgeschossiger Westturm, 13. Jahrhundert; mit Ausstattung. | D-2-77-142-32 | weitere Bilder       |
| Kirchenstraße 7 (Standort)                 | Ehemaliges Schulhaus           | Zweigeschossiger Blockbau, zum Teil verschindelt, Firstpfette mit Konsolband in Kopfform, um 1784. | D-2-77-142-33 | Ehemaliges Schulhaus |
| Mühlstraße 5 (Standort)                    | Bauernhaus                     | Giebelständig, mit Blockbau-Obergeschoss, drei Schroten an der Hofseite und Resten alter Bemalung, bezeichnet mit „1794“, Satteldach später erhöht. | D-2-77-142-35 | BW                   |
| Schloßhof 1, Hauptstraße 11, 15 (Standort) | Schlossanlage                  | Hauptgebäude, schlichter zweigeschossiger Traufseitbau mit flachem Walmdach, 1836/37 an Stelle einer spätmittelalterlichen Vierflügelanlage errichtet; zwei niedrigere Wirtschaftsgebäude, 18./19. Jahrhundert, mit dem Haupthaus an der Nordseite einen Hof bildend; großer ehemaliger Wirtschaftshof östlich des Schlosses, bestehend aus einem zweigeschossigen Schopfwalmdachbau an der Nordseite, Mitte 19. Jahrhundert, im Kern wohl älter, und einem eingeschossigen und hakenförmigen Bau mit hohem Schopfwalmdach im Süden und Osten, 18./19. Jahrhundert; Schlossgarten, an der Südseite des Schlosses mit Resten des Wassergrabens, 19. Jahrhundert. | D-2-77-142-36 | weitere Bilder       |

### Oberbubach
| Lage                    | Objekt                                                | Beschreibung | Akten-Nr.     | Bild |
| ----------------------- | ----------------------------------------------------- | --- | ------------- | ---- |
| Oberbubach 1 (Standort) | Ehemaliges Rottaler Wohnstallhaus eines Vierseithofes | Zweigeschossig mit Blockbau-Obergeschoss und Doppelschrot, Ende 18. Jahrhundert, Westteil erneuert.                                                 | D-2-77-142-37 | BW   |
| Oberbubach 4 (Standort) | Bauernhaus                                            | Langgestrecktes Wohnstallhaus, zweigeschossig, mit offenem Blockbau-Obergeschoss und Traufschrot, im Kern wohl Anfang 19. Jahrhundert, Dach später. | D-2-77-142-38 | BW   |

### Obergrafendorf
| Lage                               | Objekt                                                | Beschreibung | Akten-Nr.     | Bild                                                  |
| ---------------------------------- | ----------------------------------------------------- | --- | ------------- | ----------------------------------------------------- |
| Mariakirchner Straße 3 (Standort)  | Bauernhaus                                            | Zweigeschossiger Massivbau mit Stichbogenfenstern und Zahnschnittfries an den Außenseiten, zum Hof hin offenes Blockbau-Obergeschoss, um 1860/75.                                              | D-2-77-142-40 | Bauernhaus                                            |
| Pfarrer-Burger-Straße 4 (Standort) | Katholische Filialkirche St. Stephan                  | Saalbau mit eingezogenem Chor und fünfgeschossigem Turm, Anlage des 15. Jahrhunderts, 1863 und 1898 erhöht und wesentlich überarbeitet; mit Ausstattung; Friedhofsmauer, wohl 19. Jahrhundert. | D-2-77-142-41 | Katholische Filialkirche St. Stephan                  |
| Pfarrer-Burger-Straße 6 (Standort) | Rottaler Wohnstallhaus eines ehemaligen Vierseithofes | Zweigeschossig, mit offenem Blockbau-Obergeschoss und Doppelschrot, um 1800. | D-2-77-142-42 | Rottaler Wohnstallhaus eines ehemaligen Vierseithofes |
| Weitfeldstraße 8 (Standort)        | Bauernhaus eines Dreiseithofes                        | Zweigeschossiger offener Blockbau mit Doppelschrot (erneuert), wohl erst 1835, Dach später. | D-2-77-142-43 | Bauernhaus eines Dreiseithofes                        |
| Weitfeldstraße 9 (Standort)        | Kleinbauernhaus                                       | Zweigeschossig, mit offenem Blockbau-Obergeschoss und traufseitigem Balusterschrot, Mitte 19. Jahrhundert.                                                                                     | D-2-77-142-44 | BW                                                    |

### Oberlaimbach
| Lage                      | Objekt                            | Beschreibung | Akten-Nr.     | Bild |
| ------------------------- | --------------------------------- | --- | ------------- | ---- |
| Oberlaimbach 3 (Standort) | Bauernhaus (existiert nicht mehr) | Zweigeschossiger Blockbau mit flach geneigtem Satteldach, Wohnteil verputzt mit Traufschrot, Stadelteil verbrettert, im Kern Ende 18. Jahrhundert. | D-2-77-142-45 | BW   |

### Oberradlsbach
| Lage                       | Objekt                                     | Beschreibung | Akten-Nr.     | Bild |
| -------------------------- | ------------------------------------------ | --- | ------------- | ---- |
| Oberradlsbach 5 (Standort) | Rottaler Wohnstallhaus eines Vierseithofes | Mit Blockbau-Obergeschoss und doppeltem Balusterschrot, Taubenkobel unter dem First, reiche Bemalung, bezeichnet mit „1845“. | D-2-77-142-50 | BW   |

### Osterndorf
| Lage                     | Objekt                                    | Beschreibung                                                                                          | Akten-Nr.     | Bild                                      |
| ------------------------ | ----------------------------------------- | --- | ------------- | ----------------------------------------- |
| Osterndorf 13 (Standort) | Wohnstallhaus eines kleinen Dreiseithofes | Zweigeschossig, mit Blockbau-Obergeschoss und Traufschrot, im Kern noch 18. Jahrhundert, Dach später. | D-2-77-142-52 | Wohnstallhaus eines kleinen Dreiseithofes |

### Roisenberg
| Lage                    | Objekt                            | Beschreibung | Akten-Nr.     | Bild |
| ----------------------- | --------------------------------- | --- | ------------- | ---- |
| Roisenberg 1 (Standort) | Wohnstallhaus eines Vierseithofes | Zweigeschossiger Wohnteil in offenem Blockbau mit Traufschrot, Stallteil in verputztem Backstein, im Kern Anfang 19. Jahrhundert, Dach später; zugehörig Stadel mit Blockbau-Obergeschoss und Flachsatteldach, Mitte 19. Jahrhundert. | D-2-77-142-53 | BW   |

### Schlüpfing
| Lage                  | Objekt     | Beschreibung                                                                                                 | Akten-Nr.     | Bild |
| --------------------- | ---------- | --- | ------------- | ---- |
| Stadelberg (Standort) | Hofkapelle | Kleiner Satteldachbau mit Dachreiter und Putzverzierungen, zweites Viertel 19. Jahrhundert; mit Ausstattung. | D-2-77-142-54 | BW   |

### Schlüßlöd
| Lage                   | Objekt     | Beschreibung | Akten-Nr.     | Bild |
| ---------------------- | ---------- | --- | ------------- | ---- |
| Schlüßlöd 1 (Standort) | Hofkapelle | Neugotischer Bau mit Dachreiter, bezeichnet mit „1859“; mit Ausstattung; ehemaliges Gedenkkreuz, Holzkorpus, Anfang 19. Jahrhundert, Kreuz und Verdachung jünger. | D-2-77-142-55 | BW   |

### Schmiedorf
| Lage                           | Objekt                                           | Beschreibung | Akten-Nr.     | Bild |
| ------------------------------ | ------------------------------------------------ | --- | ------------- | ---- |
| Rembacher Straße 3 (Standort)  | Kriegerdenkmal                                   | Zur Erinnerung an die Vermissten und Gefallenen beider Weltkriege, schreinartiger Aufbau mit Pyramidendach, nach 1918. | D-2-77-142-59 | BW   |
| Rembacher Straße 7 (Standort)  | Bauernhaus eines Dreiseithofes                   | Zweigeschossiger Bau mit offenem Blockbau-Obergeschoss und Walmdach, Anfang 19. Jahrhundert.                           | D-2-77-142-57 | BW   |
| Rembacher Straße 19 (Standort) | Katholische Filialkirche St. Johannes der Täufer | Saalbau des 17. Jahrhunderts, wohl über hochmittelalterlichem Kern; mit Ausstattung.                                   | D-2-77-142-58 | BW   |

### Steinerskirchen
| Lage                         | Objekt                                                | Beschreibung                                                                     | Akten-Nr.     | Bild |
| ---------------------------- | ----------------------------------------------------- | -------------------------------------------------------------------------------- | ------------- | ---- |
| Steinerskirchen 1 (Standort) | Rottaler Wohnstallhaus eines ehemaligen Vierseithofes | Zweigeschossig, mit offenem Blockbau-Obergeschoss, gegen 1800, Schrote erneuert. | D-2-77-142-62 | BW   |

### Tabeckendorf
| Lage                       | Objekt                                  | Beschreibung                                                                                           | Akten-Nr.     | Bild |
| -------------------------- | --------------------------------------- | --- | ------------- | ---- |
| Tabeckendorf 8 (Standort)  | Bauernhaus eines Dreiseithofes          | Zweigeschossiger Bau mit Blockbau-Obergeschoss, Giebel- und Traufschrot, im Kern Ende 18. Jahrhundert. | D-2-77-142-63 | BW   |
| Tabeckendorf 16 (Standort) | Katholische Filialkirche St. Laurentius | Spätromanischer Saalbau, Ende 13. Jahrhundert; mit Ausstattung.                                        | D-2-77-142-64 | BW   |

### Thanndorf
| Lage                             | Objekt                             | Beschreibung | Akten-Nr.     | Bild |
| -------------------------------- | ---------------------------------- | --- | ------------- | ---- |
| Dorfstraße 15 (Standort)         | Katholische Pfarrkirche St. Martin | Saalbau mit Westturm, Chor 14. Jahrhundert, Langhaus im Kern wohl spätgotisch, im 18./19. Jahrhundert überarbeitet; mit Ausstattung. | D-2-77-142-68 | BW   |
| Untere Dorfstraße 6 a (Standort) | Bauernhaus                         | Zweigeschossiger Satteldachbau mit Blockbau-Obergeschoss und zwei Giebelschroten, im Kern erste Hälfte 18. Jahrhundert.              | D-2-77-142-65 | BW   |

### Untergrafendorf
| Lage                          | Objekt                         | Beschreibung                                                                                          | Akten-Nr.     | Bild |
| ----------------------------- | ------------------------------ | --- | ------------- | ---- |
| Untergrafendorf 14 (Standort) | Bauernhaus eines Dreiseithofes | Zweigeschossiger Massivbau mit Blockbau-Giebelfeld und zwei Balusterschroten, um 1860, im Kern älter. | D-2-77-142-71 | BW   |
| Untergrafendorf 16 (Standort) | Kapelle St. Koloman            | Kleiner barocker Bau, Glockentürmchen mit Pyramidendach, 18. Jahrhundert.                             | D-2-77-142-73 | BW   |

### Unterradlsbach
| Lage                        | Objekt                            | Beschreibung | Akten-Nr.     | Bild |
| --------------------------- | --------------------------------- | --- | ------------- | ---- |
| Unterradlsbach 7 (Standort) | Wohnstallhaus eines Vierseithofes | Mit Blockbau-Obergeschoss, Traufschrot und flach geneigtem Satteldach, zum Teil verschindelt, zweites Viertel 19. Jahrhundert. | D-2-77-142-76 | BW   |

### Vogelbichl
| Lage                    | Objekt     | Beschreibung | Akten-Nr.     | Bild |
| ----------------------- | ---------- | --- | ------------- | ---- |
| Vogelbichl 1 (Standort) | Bauernhaus | Wohnstallbau, zweigeschossiger Blockbau, zum Teil verputzt, mit Traufschrot, Anfang 19. Jahrhundert, Dach später; zugehörig Stadel mit geständertem Blockbau-Obergeschoss, Ende 18. Jahrhundert. | D-2-77-142-77 | BW   |

## Ehemalige Baudenkmäler
In diesem Abschnitt sind Objekte aufgeführt, die früher einmal in der Denkmalliste eingetragen waren, jetzt aber nicht mehr. Objekte, die in anderem Zusammenhang also z. B. als Teil eines Baudenkmals weiter eingetragen sind, sollen hier nicht aufgeführt werden. Aktennummern in diesem Abschnitt sind ehemalige, jetzt nicht mehr gültige Aktennummern.

| Lage                                             | Objekt                     | Beschreibung                                                                                       | Akten-Nr.     | Bild |
| ------------------------------------------------ | -------------------------- | -------------------------------------------------------------------------------------------------- | ------------- | ---- |
| Obergrafendorf Dellendorfer Straße 11 (Standort) | Sägemühle                  | Altbau in offenem Blockbau, zweieinhalbgeschossig mit abgesetztem Walmdach, bezeichnet mit „1862“  | D-2-77-142-39 | BW   |
| Schmiedorf Rembacher Straße 5 (Standort)         | Ehemaliges Kleinbauernhaus | Zweigeschossiger Bau mit Blockbau-Obergeschoss, im Kern erste Hälfte 19. Jahrhundert, Dach später. | D-2-77-142-56 | BW   |

## Abgegangene Baudenkmäler
In diesem Abschnitt sind Objekte aufgeführt, die früher einmal in der Denkmalliste eingetragen waren, jetzt aber nicht mehr existieren, z. B. weil sie abgebrochen wurden. Aktennummern in diesem Abschnitt sind ehemalige, jetzt nicht mehr gültige Aktennummern.

| Lage                               | Objekt     | Beschreibung                                                                                               | Akten-Nr.     | Bild |
| ---------------------------------- | ---------- | --- | ------------- | ---- |
| Thanndorf Dorfstraße 11 (Standort) | Bauernhaus | Zweigeschossiger, zum Teil verschalter Blockbau mit kleinen Fenstern, im Kern 18. Jahrhundert, Dach später | D-2-77-142-66 | BW   |